# Микола (Бичок)
Микола Бичок (нар. 13 лютого 1980, м. Тернопіль) — єпископ Української Греко-Католицької Церкви, з 15 січня 2020 року єпископ Мельбурнської єпархії святих апостолів Петра й Павла УГКЦ. Належить до Згромадження редемптористів. Кардинал-священник з 2024 року. Наймолодший кардинал-електор на Конклаві 2025 року.

## Життєпис
Микола Бичок народився 13 лютого 1980 року в Тернополі. У липні 1997 року вступив до Згромадження Найсвятішого Ізбавителя. Навчався в Україні та Польщі, здобув ліценціят з душпастирського богослов'я. 17 серпня 2003 року склав довічні обіти, а 3 травня 2005 року отримав ієрейські свячення.
Отець Микола здійснював душпастирські служіння в храмі Матері Божої Неустанної помочі в Прокоп'євську (РФ), був настоятелем монастиря Отців Редемптористів та парафії в Івано-Франківську, провінційним економом.
Від 2015 року служив на парафії святого Івана Хрестителя в Ньюарку, США, Філадельфійської архиєпархії УГКЦ.

## Єпископ
15 січня 2020 року Папа Франциск призначив отця Миколу Бичка єпископом Мельбурнської єпархії святих апостолів Петра й Павла УГКЦ.
Єпископська хіротонія відбулася 7 червня 2020 року в архикатедральному соборі святого Юра у Львові. Головним святителем був предстоятель УГКЦ Верховний архієпископ Святослав Шевчук, а співсвятителями — владика Ігор Возьняк, архієпископ і митрополит Львівський, та владика Петро Лоза, єпископ-помічник Сокальсько-Жовківської єпархії.
Варто зазначити, що єпископська хіротонія відбувалася в умовах пандемії коронавірусу, про що також підкреслив наприкінці Глава Української Греко-Католицької Церкви: «Дух Святий нам хоче сказати сьогодні: не бійтеся, пандемія раніше чи пізніше закінчиться. Смерть, розпука, хвороба ніколи не мають останнього слова в житті людини. Ми знаємо і переконані, що кордони знову відкриються і новий Христовий апостол прибуде до свого єпископського осідку. А до всіх нас сьогодні звертається Господь Бог: живіть духовним життям, справжнім духовним життям, не шукайте його деінде, бо нічого духовного і святого без Духа Святого, якого носить у собі Христова Церква, людині не подасться».
У зв'язку з жорсткими карантинними обмеженнями, введеними урядом Австралії, владика Миколай Бичок не зміг прибути до місця свого служіння відразу, а потрапив лише через рік, у травні 2021 року.
12 липня 2021 року у катедральному соборі Святих Петра і Павла в Мельбурні відбулася інтронізація третього правлячого архиєрея єпархії Святих апостолів Петра і Павла УГКЦ в Австралії, Новій Зеландії та Океанії владики Миколи Бичка. Архиєрейську Божественну Літургію до моменту інтронізації нового єпископа очолював владика Петро Стасюк, єпископ-емерит Мельбурнської єпархії УГКЦ. Чин інтронізації владики Миколи Бичка звершив високопреосвященніший владика Пітер Коменсолі, архиєпископ Мельбурнської дієцезії Римо-Католицької Церкви.

## Кардинал
6 жовтня 2024 року після молитви «Ангел Господній» Папа Франциск оголосив про іменування владики Миколи Бичка кардиналом.
На консисторії 7 грудня 2024 року папа Франциск проголосив його кардиналом-священником, а як титулярну церкву передав йому храм Санта-Софія а Віа Боччеа.
Микола Бичок став наймолодшим (у віці 44 років) членом Колегії кардиналів від часу призначення Джорджо Маренґо (народжений 1974, призначений кардиналом у віці 48 років).
11 січня 2025 року папа Франциск призначив кардинала Миколу Бичка членом Дикастерії у справах культури та освіти.

## Нагороди
- Бальї Великого Хреста Честі та Відданості Суверенного Мальтійського лицарського ордену (2 грудня 2024)[12][13].